# Библиотека Куинса
Библиоте́ка Куи́нса (англ. Queens Library), QL — публичная библиотека, расположенная в Нью-Йорке, в районе Куинс. Одна из трех библиотечных сетей в городе и первая библиотечная сеть в США по обороту, который составил 21 млн единиц за 2007 год. Была названа «Библиотекой 2009 года» по версии журнала Library Journal. Согласно официальному веб-сайту, размер собрания — приблизительно 6,6 млн.
Появившаяся в 1858 году во Флашинге как первая в Куинсе библиотека, QL стала второй по величине библиотекой в США и одной из крупнейших публичных библиотечных сетей, объединяющей около 62-х филиалов в районе. С 1994 года имеет высокий годовой оборот. Обслуживает более чем двухмиллионное население Куинса, а также значительный процент иммигрантов. В собрании имеется большое количество материалов на иностранных языках, особенно на испанском.